# باشگاه فوتبال یورک یونایتد
باشگاه فوتبال یورک یونایتد (انگلیسی: York United FC) یک باشگاه فوتبال مستقر در تورنتو، کانادا است که در حال حاضر در لیگ برتر کانادا، بالاترین سطح لیگ فوتبال در این کشور به فعالیت می‌پردازد. 